# Иван Момчев
Иван Момчев е български режисьор, писател.

## Биография
Иван Момчев е режисьор, писател – член наблюдател на Българската академия на науките и изкуствата – БАНИ. Автор е на сценарии за документални филми, както и на романа „Борис“. Работил е в Министерството на културата в Главна дирекция „Музика“. Активен съучастник е в свикването на Първия Велик събор на българите по света, проведен на 1 – 3 ноември 2008 г. във Варна, където е избран за главен секретар на Световния парламент на българите.
През 2015 г. публикува книгата „Изкуплението. Българите до IX в. Духовна матрица и произход“, която е посветена на хилядолетното развитие на българските език, вяра и духовност от древността – до приемането на официалното източно-римско християнство, през 9 век. Той е привърженик на схващането за ранното християнизиране на трако-българското поселение по нашите земи. Особено ценни са изследванията му за връзките между езика и вярата на древните българи и нишката, която ги свързва със съвременността.
През 2019 г. излиза книгата му „Богу мили или не. Българската ерес и историческата орис“.
„Схващанията на Иван Момчев не съвпадат с общоприетите канони на историческата наука, но в смелата им алтернативност има много енергия за преосмисляне на „българската орис“, което би могло да донесе сериозни основания за самочувствие на обезверения българин. Момчев предлага една различна гледна точка, в която митове, легенди, археологически разкрития, документи и просто хипотези си подават ръка в едно увлекателно и подтикващо към размисъл четиво“ (Светлана Дичева).
Иван Момчев е един от съ-вносителите на Предложение към Правителството за ускоряване на преговорите за връщане на дълга на Турция към България по Ангорския договор от 1925 година, заедно с чл.н. Стефан Стратиев.